# Östergötlands runinskrifter Fv1959;97
Östergötlands runinskrifter Fv1959;97, Ög Fv1959;97. är en runinskrift i Tingstads socken i Norrköpings kommun. Det runristade objektet är ett fragment av en vikingatida gravhäll av kalksten. Fragmentet hittades i tornmuren under det att Tingstads kyrka restaurerades i slutet av 1950-talet. Det bestod då av två stycken, vilka därefter sammanfogats. Under samma restaurering påträffades Östergötlands runinskrifter 158. Ög Fv1959;97 förvaras numera på en liten hylla i väggen vid kyrkans kor.

## Inskrift
Fragmentet bär runor dels på framsidan och dels på ena kantsidan, vilken varit del av kantsidan på den helhetliga gravhällen. Runorna är av typen normalrunor. Framsidan bär förutom runorna även spår av ornamentik. I translittererad form lyder denna sidas inskrift
...uru : ... 
medan inskriften på kantsidan lyder
...-k : ku-...
Det finns ingen etablerad normalisering av den fragmentariska inskriften, och därmed inte heller någon översättning.